# Anomala exigua
Anomala exigua är en skalbaggsart som beskrevs av Louis Albert Péringuey 1908. Anomala exigua ingår i släktet Anomala och familjen Rutelidae. Inga underarter finns listade i Catalogue of Life.